# Garczyn (przystanek kolejowy)
Garczyn – przystanek kolejowy w Garczynie, w gminie Kościerzyna, w województwie pomorskim, w Polsce. Znajduje się tu 1 peron.

## Ruch pasażerski
| Rok  | Wymiana pasażerska na dobę |
| ---- | -------------------------- |
| 2017 | 0-9                        |
| 2022 | 0-9                        |

## Położenie
Przystanek zlokalizowany jest pomiędzy jeziorem Garczyn a drogą krajową nr 20.

## Historia
Kolej dotarła do Garczyna w 1900 roku podczas budowy linii kolejowej Lipusz – Kościerzyna (obecnie Chojnice – Kościerzyna).

## Linia kolejowa
Przez Garczyn przebiega linia kolejowa nr 211 łącząca Chojnice z Kościerzyną, linia jest jednotorowa, normalnotorowa, niezelektryfikowana. W okolicy Garczyna prędkość dozwolona dla wszystkich typów pociągów wynosi 80 km/h.

## Pociągi

### Pociągi osobowe
Przez Garczyn przejeżdżają (2009) cztery pary pociągów osobowych relacji Chojnice-Kościerzyna i Kościerzyna-Chojnice. Składają się najczęściej z szynobusu. Okresowo pociąg jest obsługiwany autobusową komunikacją zastępczą.

### Pociągi towarowe
Przez Garczyn przejeżdżają zazwyczaj pociągi relacji Kościerzyna-Bytów spółki Pol-Miedź Trans z Lubina oraz pociągi innych przewoźników np. PKP Cargo.

## Infrastruktura
Peron jest jednokrawędziowy, niski, niekryty. Poczekalnia mieści się w wiacie.